# Villaveza de Valverde
Villaveza de Valverde község Spanyolországban,  Zamora tartományban. Villaveza de Valverde Morales de Valverde községgel határos. Lakosainak száma 72 fő (2024).

## Népesség
A település népessége az utóbbi években az alábbiak szerint változott:
| Lakosok száma | 143  | 129  | 116  | 105  | 101  | 95   | 87   | 77   | 70   | 72   |
|               | 2001 | 2004 | 2007 | 2009 | 2012 | 2014 | 2017 | 2019 | 2022 | 2024 |